# 措伊滕湖

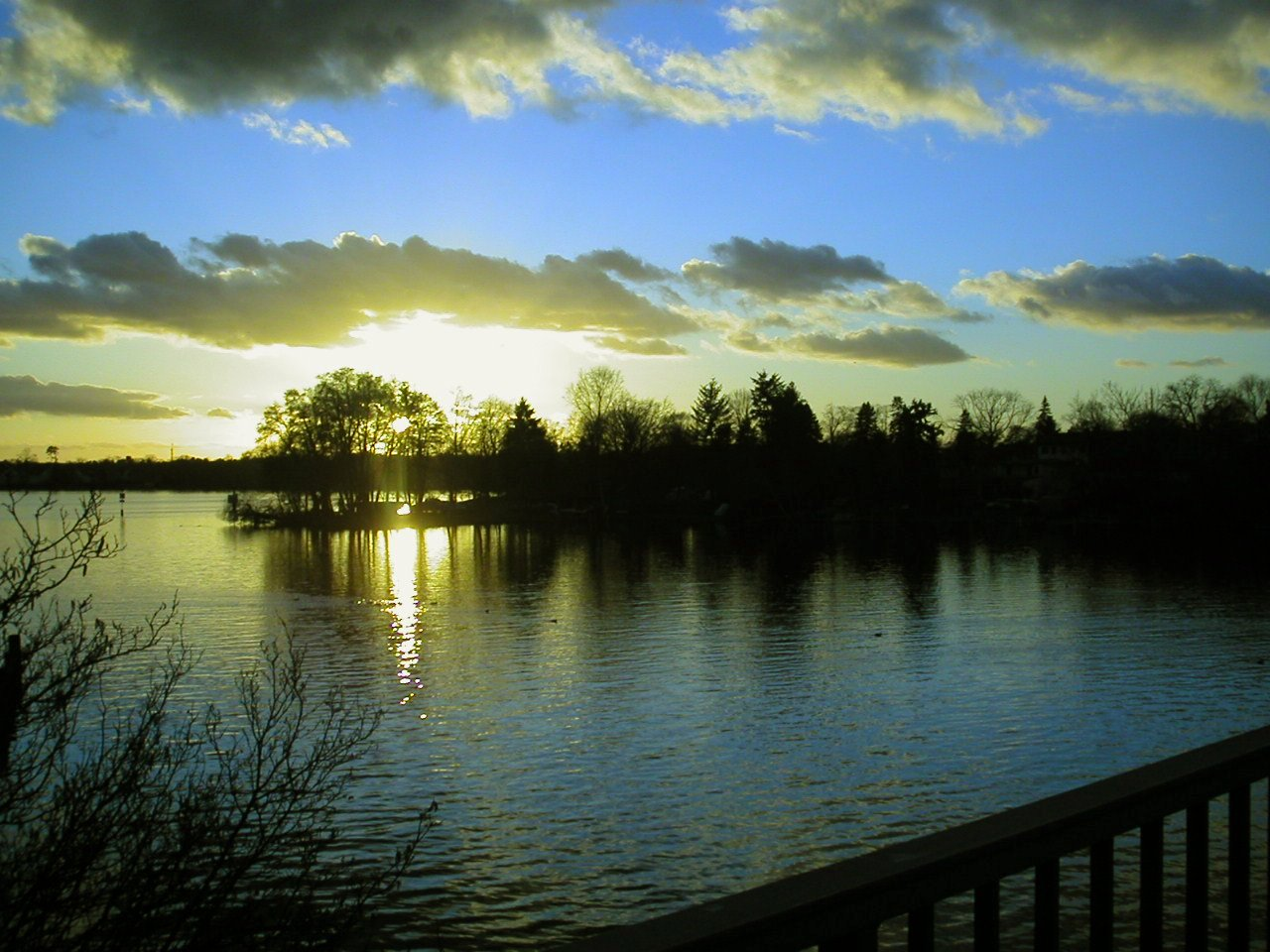

52°21′23″N 13°38′19″E / 52.35639°N 13.63861°E
措伊滕湖（德語：Zeuthener See），是德國的湖泊，位於該國首都柏林，由勃蘭登堡行政區負責管轄，長4公里、寬0.8公里，面積2.3平方公里，海拔高度34米，最大水深4米，水體容量584萬立方米。